# هربرت كايزر
هربرت كايزر (بالإنجليزية: Herbert Kaiser)‏ هو جندي أمريكي، ولد في 16 مارس 1916 في يسن في ألمانيا، وتوفي في 5 ديسمبر 2003 في ألمانيا.